# Аланно
Аланно (італ. Alanno) — муніципалітет в Італії, у регіоні Абруццо, провінція Пескара.
Аланно розташоване на відстані близько 135 км на схід від Рима, 50 км на схід від Л'Аквіли, 28 км на південний захід від Пескари.
Населення — 3517 осіб (2014).
Щорічний фестиваль відбувається 3 лютого. Покровитель — святий Власій.

## Демографія
Населення за роками:

Станом на 1 січня 2023 року в муніципалітеті офіційно проживало 115 іноземців з 19 країн, серед них 42 громадяни країн Євросоюзу та 3 громадяни України.

## Сусідні муніципалітети
- Куньолі
- Маноппелло
- Ноччано
- П'єтраніко
- Рошано
- Скафа
- Торре-де'-Пассері
- Турриваліньяні